# Charlot fait du cinéma
Pour plus de détails, voir Fiche technique et Distribution.
Charlot fait du cinéma (titre original : A Film Johnnie) est une comédie burlesque américaine réalisée par George Nichols avec Charles Chaplin, sortie en 1914.

## Synopsis
Le film se déroule dans les propres studios de la Keystone. Charlot qui flâne dans la rue devant les établissements de prise de vue, voit arriver les vedettes en voiture et les suit à l'intérieur. Là tout le monde s'affaire, vaque à ses occupations, tourne des scènes et on semble ne pas trop faire attention à lui. Mais toujours là où il ne faut pas, il renverse les décors ou pénètre dans le champ de la caméra. L'écart entre fiction et réalité qu'il ne maîtrise pas est bien entendu le prétexte à une série de gags car toujours aussi chevaleresque, il est toujours prêt à prendre la défense des jolies actrices, même si celles-ci sont en train de jouer la comédie devant la caméra !

## Fiche technique
- Titre : Charlot fait du cinéma
- Titre original : A Film Johnnie
- Réalisation : George Nichols
- Scénario : Craig Hutchinson
- Producteur : Mack Sennett
- Photographie : Frank D. Williams
- Production : The Keystone Film Company
- Pays de production :  États-Unis
- Langue : film muet avec les intertitres en anglais
- Format : Noir et blanc - 35 mm - 1,37:1
- Genre : Comédie, Film burlesque
- Longueur : une bobine (340 mètres)
- Durée : 11 minutes
- Dates de sortie : 
  - États-Unis : 2 mars 1914

## Distribution
Source principale de la distribution :
- Charlie Chaplin : le fan de cinéma
- Roscoe Arbuckle : Fatty
- Peggy Pearce : la Keystone Girl
- Mabel Normand : Mabel
- Ford Sterling : lui-même

Distribution non créditée :
- Dan Albert : un spectateur
- Hampton Del Ruth : un acteur
- Minta Durfee : elle-même/une spectatrice
- Billy Gilbert : l'huissier
- William Hauber : un spectateur
- Bert Hunn : un spectateur
- George Jeske : un employé du studio
- Edgar Kennedy : un réalisateur
- Sadie Lampe : une spectatrice
- Henry Lehrman : lui-même en réalisateur
- Hank Mann : un employé du studio
- Harry McCoy : un pompier/un spectateur
- George Nichols : le vieil homme
- Frank Opperman : un spectateur/un gardien du studio
- Walter Wright : un spectateur

## Musique
En 2015, Baudime Jam a composé une partition originale pour l'accompagnement en direct de ce court métrage.
Elle a été créée par le Quatuor Prima Vista.